# Parabola GNU/Linux-libre
A Parabola GNU/Linux-libre egy operációs rendszer az i686, x86-64 és ARMv7 architektúrák számára. Számos Arch Linuxból és Arch Linux ARM-ból származó csomagon alapul, de abban különbözik az előzőtől, hogy csak szabad szoftvert ajánl. Tartalmazza a GNU operációsrendszer-alkotórészeket, amelyek számos Linux-disztribúcióban gyakoriak, és az általános Linux-kernel helyett a Linux-libre kernelt. A Parabola egy teljesen szabad operációs rendszerként szerepel a Free Software Foundation listáján, hűen az ő Free System Distribution Guidelinesjukhoz.
A Parabola az Archhoz hasonlóan gördülő kiadás modellt használ úgy, hogy egy rendszeres rendszerfrissítés mindaz, amelyre szükségünk van ahhoz, hogy hozzájussunk a legfrissebb szoftverhez.
A rendszer egyszerűségére, a közösség szerepvállalására és a legfrissebb szabad szoftveres csomagok használatára összpontosít a fejlesztése.

## Története
A Parabolát eredetileg a gNewSense IRC-csatorna tagjai javasolták 2009-ben. Különböző Arch Linuxos közösségek tagjai, különösen a spanyol-ajkú tagok, kezdték el a projekt szoftverének és dokumentációjának a fejlesztését és karbantartását.
2011. május 20-án teljesen szabad projektnek ismerte el a GNU a Parabolát, részéve téve az FSF szabad disztribúciókat tartalmazó listájának.
2012 februárjában Dmitrij D. Czarkoff ismertetőt írt a Paraboláról az OSNews számára.

## Fordítás
- Ez a szócikk részben vagy egészben  a   Parabola GNU/Linux-libre című angol Wikipédia-szócikk ezen változatának fordításán alapul.  Az eredeti cikk szerkesztőit annak laptörténete sorolja fel. Ez a jelzés csupán a megfogalmazás eredetét és a szerzői jogokat jelzi, nem szolgál a cikkben szereplő információk forrásmegjelöléseként.